# Чорул
Чорул е село в Западна България. То се намира в община Драгоман, Софийска област.

## География
Селото се намира на 9 км от Сръбската граница.

## История
В съкратен регистър на Пиротския кадилък от 1530 година Чорул е отбелязано като село с 46 домакинства, 5 неженени жители и 2 вдовици.